# سانو (توتشيغي)
مدينة سانو (بالإنجليزية: Sano)‏ هي أحد المدن التابعة لمحافظة توتشيغي. تأسست رسميًا في 28 فبراير 2005. ويقدر عدد سكانها بـ 123034 نسمة حسب تقدير مكتب الإحصاء الياباني لعام 2012. تبلغ مساحة سانو 356.07 كم2. بكثافة سكانية تبلغ 346 نسمة/كم2.

## روابط خارجية
- سانو، توتشيغي على موقع IMDb (الإنجليزية)

- الموقع الرسمي لمدينة سانو
- مكتب الإحصاءات البريطاني